# Ben Patterson (politician)
Ben Patterson (n. 21 aprilie 1939) este un om politic britanic, membru al Parlamentului European în perioadele 1979-1984, 1984-1989 și 1989-1994 din partea Regatului Unit.
1. ↑  Deputații în Parlamentul European